# James Peace
Kenneth James Peace (n. 28 septembrie 1963, Paisley⁠(d), Scoția, Regatul Unit) este un compozitor, pianist și artist scoțian.

## Biografie
Kenneth James Peace s-a născut în Paisley (Scoția) la 28 septembrie 1963. Și-a petrecut cea mai mare parte a copilăriei în Helensburgh (gaelică scoțiană: Baile Eilidh), o stațiune de pe litoral din vestul Scoției. Familia sa a inclus mulți artiști (de exemplu, John McGhie), și este, de asemenea, înrudit cu Felix Burns, un compozitor popular de muzică dance din prima jumătate a secolului 20. A luat lecții de pian de la vârsta de opt ani și a susținut prima sa reprezentație publică la vârsta de paisprezece ani interpretând muzică de Scott Joplin. A fost numit organist la Biserica „Sf. Apostol Andrei” din Dumbarton (gaelică scoțiană: Dùn Breatann) un an mai târziu și la șaisprezece ani i s-a permis să înceapă studiul oficial la Academia Regală de Muzică și Teatru din Scoția (numită acum Conservatorul Regal din Scoția, gaelică scoțiană: Conservatoire Rìoghail na h-Alba) drept cel mai tânăr student cu normă întreagă. În 1983 a absolvit Universitatea din Glasgow (gaelică scoțiană: Glaschu) cu o diplomă pentru de licență în predarea pianului. În anul următor a primit o diplomă pentru reprezentație după ce a susținut primul Concert pentru pian al lui Felix Mendelssohn Bartholdy cu Orchestra RSAMD. După ce a părăsit studiul formal, el a fost mult căutat ca pianist și a trăit în Edinburgh (gaelică scoțiană: Dùn Èideann) în perioada 1988 - 1991.
James Peace a locuit în Bad Nauheim între 1991 - 2009. Din 1998 a realizat un studiu de tango, producând CD-ul Tango escocés (Tango Scoțian) din propriile compoziții de pian inspirate de tango, iar în 2002 a devenit membru (în engleză: Fellow) al Colegiului de Muzică „Victoria”. În același an a participat la turnee de concert solo în nordul Germaniei în septembrie/octombrie și în Orientul Îndepărtat în noiembrie, oferind prima interpretare a tangoului său XVII în Hong Kong. La Tokyo i s-a decernat distincția Medalia Comemorativă (clasa 1) a Societății Internaționale de Pian Duo.
În anii următori, reprezentațiile sale s-au ținut în Europa. Și-a interpretat tangourile în următoarele capitale: Amsterdam, Atena, Berlin,Bruxelles, Helsinki, Lisabona, Londra, Madrid, Oslo, Reykjavík și Viena.
În 2005 a primit Medalia de aur a Asociației Internaționale „Lutèce” din Paris, iar în 2008 a devenit membru titular (în engleză: Fellow) al Colegiului de Muzică din Londra ca recunoaștere a serviciilor aduse de acesta tangoului.
După o scurtă perioadă în Edinburgh s-a întors să locuiască în Wiesbaden, Germania, în februarie 2010 . Acest lucru a dus la noi impulsuri creative și a realizat scurtmetraje cu unele dintre compozițiile sale. Filmul documentar James Peace în Wiesbaden se numără printre lucrările sale în acest gen.

## Premii și onoruri
Premiul 1, Concursal „Agnes Millar” (în engleză: The Agnes Millar Prize for sight-reading), Glasgow, 1983 
Premiul 1, Concursal EIS (în engleză: The Educational Institute of Scotland Prize for piano accompaniment). Glasgow, 1984 

Premiul 1: Concursal Sibelius (în engleză: The Sibelius Essay Prize), 1985 
Diplomă, Concursal Internațional de Composție TIM (în italiană: Tourneo Internazionale di Musica), Roma, 2000 
Diplomă, Concursal IBLA (Fundație IBLA), New York 2002 
Medalia de onoare (clasa 1), Societății Internaționale de Pian Duo, Tokyo, 2002 
Medalia de aur, Asociației Internaționale din Lutèce, Paris, 2008 

## Lista principalelor creații muzicale
Cascada Op.3 pentru flaut și pian
Idylls Op.4 pentru corn englez
Aubade Op.9 pentru corn englez și orchestră de coarde
Lento Lacrimoso Op.10 pentru violoncel și pian
Frunze Uitate Op.12 pentru violoncel și orchestră
Sonata Op.16 pentru oboi și pian 
Baladă simfonică Op.18 pentru orchestră
Marș solemn nr.1 Op.19 pentru orgă și orchestră
Marș solemn nr.2 Op.23 pentru orchestră
Aurul toamnei Op.25 pentru clarinet și cvartet de coarde
Cântec al eternității Op.32 pentru soprană și orchestră
24 Tangos pentru pian